# E2F5
전사 인자 E2F5(Transcription Factor E2F5)는 인간에서 E2F5 유전자에 의해 암호화되는 단백질이다.

## 기능
이 유전자에 의해 암호화된 단백질은 전사 인자의 E2F 패밀리의 구성원이다. E2F 패밀리는 세포 주기 조절과 종양 억제 단백질의 작용에 중요한 역할을 하며 small DNA 종양바이러스의 형질 전환 단백질의 표적이기도 하다. E2F 단백질은 대부분의 패밀리 구성원에 존재하는 여러 진화적으로 보존된 도메인을 포함한다. 이들 도메인은 DNA 결합 도메인, 분화 조절된 전사 인자 단백질(DP)과의 상호작용을 결정하는 이량체화 도메인, 산성 아미노산이 풍부한 트랜스 활성화 도메인, 및 트랜스 활성화 도메인 내에 내장된 종양 억제 단백질 결합 도메인을 포함한다. 이 단백질은 차등적으로 인산화되어 다양한 인간 조직에서 발현된다. 다른 패밀리 구성원보다 E2F4에 대한 정체성이 높다. 이 단백질과 E2F4는 모두 종양 억제 단백질 p130 및 p107과 상호작용하지만 pRB와는 상호작용하지 않는다. 대체 스플라이싱은 서로 다른 동형을 인코딩하는 여러 변이체를 생성한다.

## 상호작용
E2F5는 TFDP1 과 상호작용하는 것으로 나타났다.